# Municipio de Cross Plains
El municipio de Cross Plains (en inglés: Cross Plains Township) es un municipio ubicado en el condado de Hutchinson en el estado estadounidense de Dakota del Sur. En el año 2010 tenía una población de 125 habitantes y una densidad poblacional de 1,64 personas por km².

## Geografía
El municipio de Cross Plains se encuentra ubicado en las coordenadas 43°28′6″N 97°56′6″O / 43.46833, -97.93500. Según la Oficina del Censo de los Estados Unidos, el municipio tiene una superficie total de 76.29 km², de la cual 76 km² corresponden a tierra firme y (0,37 %) 0,28 km² es agua.

## Demografía
Según el censo de 2010, había 125 personas residiendo en el municipio de Cross Plains. La densidad de población era de 1,64 hab./km². De los 125 habitantes, el municipio de Cross Plains estaba compuesto por el 97,6 % blancos, el 1,6 % eran afroamericanos, el 0,8 % eran asiáticos. Del total de la población el 0 % eran hispanos o latinos de cualquier raza.